# Arbus
Arbus (sardisk: Àrbus) er en by og en kommune (comune) i provinsen Sud Sardegna i regionen Sardinien i Italien. Byen ligger i 311 meters højde og har 6.336 indbyggere (2016). Kommunen har et areal på 269,12 km² og grænser til kommunerne Fluminimaggiore, Gonnosfanadiga, Guspini og Terralba.